# Gradulus
Gradulus – linia mogąca występować na tergicie (gradulus tergalny) lub sternucie niektórych owadów, np. pszczół.
Gradulus stanowi poprzeczną linię, biegnącą w pobliżu środka sklerytu (tergitu lub sternitu). Rejon sklerytu przed gradulusem (nasadowo od niego) określa się jako powierzchnię pregradularną lub dysk, aczkolwiek ten ostatni termin może być również użyty dla rejonu za gradulusem. Powierzchnię pregradularna jest zwykle nieco wyniesiona i wówczas gradulus zaznaczony jest niewielkim schodkiem. Często gradulusy na odcinkach poprzecznych są zasłonięte przez tergity lub sternity poprzednich segmentów metasomy. U pszczół w całości odsłonięte gradulusy spotyka się najczęściej na tergicie i sternicie drugiego segmentu metasomy.
Końce gradulusa tergalnego mogą być silnie zagięte ku tyłowi i mieć na pewnym odcinku przebieg podłużny. Wówczas noszą one nazwę ramion bocznych gradulusa i mogą być wyniesione w postać żeberek, blaszek (lamelli) lub kolców. W pozostałych przypadkach końce gradulusa tergalnego leżą zwykle w pobliżu przetchlinek.